# Dịch Khởi
Dịch Khởi (chữ Hán: 奕綺; 20 tháng 6 năm 1802 - 3 tháng 7 năm 1842), Ái Tân Giác La, là một Tông thất của nhà Thanh trong lịch sử Trung Quốc.

## Cuộc đời
Dịch Khởi được sinh ra vào giờ Sửu, ngày 21 tháng 5 (âm lịch) năm Gia Khánh thứ 7 (1802), trong gia tộc Ái Tân Giác La. Ông là con trai trưởng của Chất Khác Quận vương Miên Khánh, mẹ ông là Trắc Phúc tấn Y Nhĩ Căn Giác La thị (伊爾根覺羅氏).
Năm Gia Khánh thứ 14 (1809), tháng 4, phụ thân ông qua đời, ông được tập tước Thận Quận vương (慎郡王) đời thứ 4, nhưng Thận vương phủ không phải thừa kế võng thế nên ông chỉ được phong làm Bối lặc (貝勒).
Năm Đạo Quang thứ 10 (1830), tháng 12, ông được vào Càn Thanh môn hành tẩu.
Năm thứ 19 (1839), tháng 9, duyên sự ông bị cách bỏ tước vị.
Năm thứ 22 (1842), ngày 25 tháng 5 (âm lịch), giờ Tỵ, ông qua đời, thọ 41 tuổi. Sau khi qua đời, ông được triều đình truy phục làm Bối lặc.
Ông lúc sinh thời có hai người con trai, nhưng không may cả hai đều chết yểu, nên tước vị sẽ do Tái Hoa - con trai thứ mười một của Bối lặc Dịch Luân - con trai thứ hai của Thành Quận vương Miên Cần - con trai trưởng của Thành Triết Thân vương Vĩnh Tinh tập tước.

## Gia quyến

### Thê thiếp

#### Đích Phu nhân
- Phú Sát thị (富察氏), con gái của Viên ngoại lang Trọng Luân (重倫).

#### Thứ thiếp
- Vương thị (王氏), con gái của Văn Khôi (文魁).
- Tào thị (曹氏), con gái của Toàn Lộc (全祿).
- Lôi thị (雷氏), con gái của Tháp Tư Cáp (塔思哈).

### Hậu duệ

#### Con trai
1. Tái Quân (載筠; 1828 - 1828), mẹ là Thứ thiếp Tào thị. Chết yểu.
2. Tái Lãnh (載冷; 1835 - 1835), mẹ là Thứ thiếp Lôi thị. Chết yểu.

#### Con thừa tự
1. Tái Hoa (載華; 1829 - 1888), là con trai thứ mười một của Bối lặc Dịch Luân. Năm 1845 được tập tước Thận Quận vương và được phong Bối tử (貝子). Năm 1865 bị đoạt tước. Có một con trai.
2. Tái Cương (載鋼; 1823 - 1882), là con trai thứ chín của Bối lặc Dịch Luân. Năm 1865 được tập tước Thận Quận vương  và được phong Phụng ân Trấn quốc công (奉恩鎮國公). Có bảy con trai.